# Tirana
Pour les articles homonymes, voir Tirana (homonymie).
Tirana (en albanais Tiranë, prononcé /ti.ˈɾa.nə/) est la capitale et la ville la plus peuplée d'Albanie.
Elle est le centre de la préfecture de Tirana, une des 12 préfectures albanaises.
En 2018, sa population était officiellement de 557 422 habitants, mais l'agglomération approche le million d'habitants.
Tirana fut fondée en 1614 et est devenue capitale en 1920. C'est le principal centre économique, industriel et culturel du pays. 
Après l'ouverture démocratique de l’Albanie en 1990, la ville a connu un développement très important, entravé toutefois par l'instabilité politique qui régnait dans les Balkans, avec plusieurs conflits militaires, notamment au Kosovo voisin. Depuis les années 2010 la ville connaît un nouveau développement alimenté par le tourisme.

## Histoire

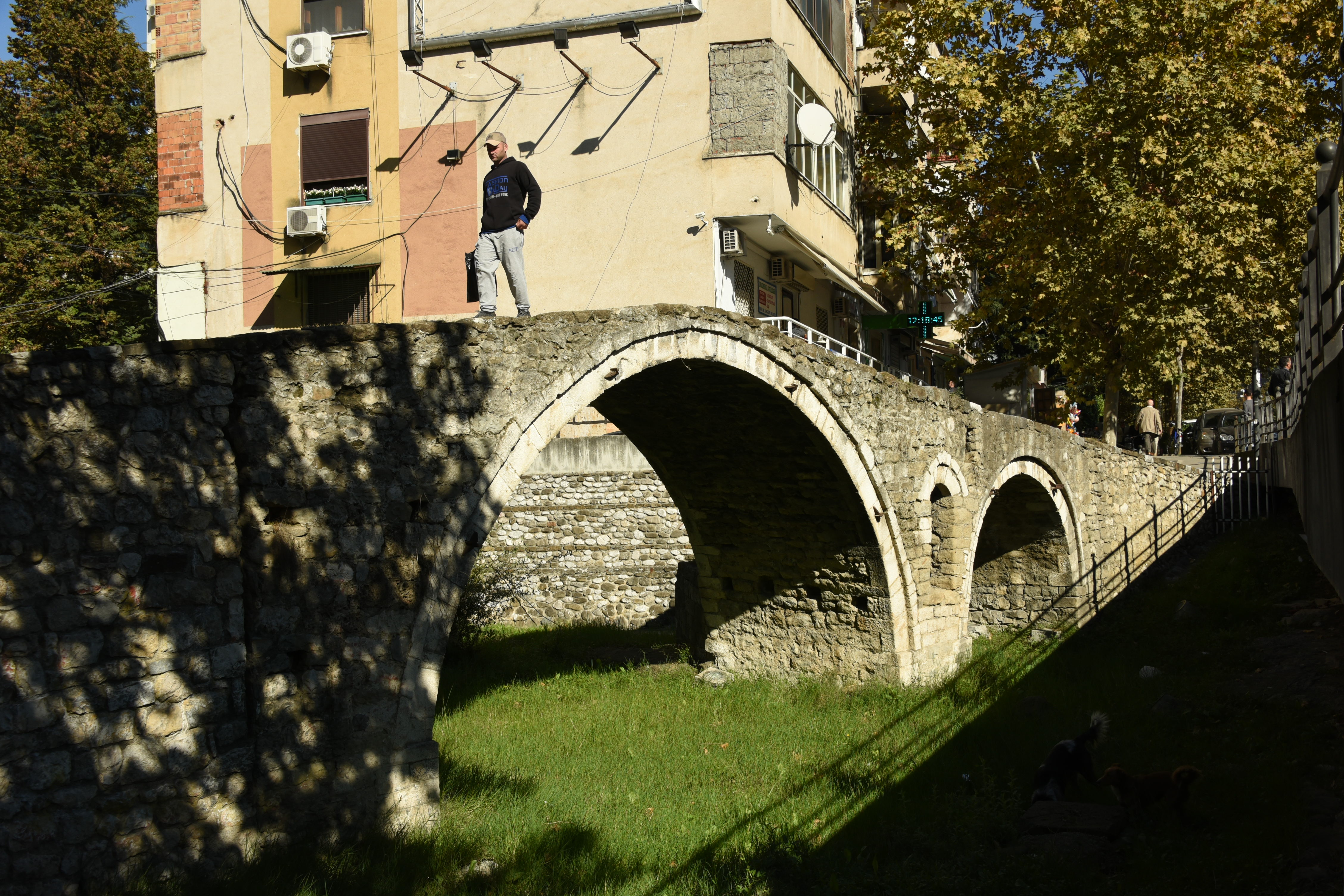
Le pont de Tabakkane fait partie des vestiges de l'ère ottomane à Tirana.

### Origines
Tirana, mentionné dès 1418 comme un village dans un document vénitien, devient une ville en 1614 quand le général ottoman Sulejman Pasha (en) y construisit une mosquée, une boulangerie et des bains turcs.

### Le statut de capitale
La ville resta de taille modeste jusqu'au début du XXe siècle. En 1910, elle ne comptait que 12 000 habitants. Le coup d'envoi de sa croissance fut donné par son élévation au rang de capitale en 1920, par le gouvernement provisoire établi au Congrès de Lushnjë. En 1944, le gouvernement communiste d'Enver Hoxha confirma ce choix.
À la fin de la Seconde Guerre mondiale, pendant laquelle la ville fut occupée par les Allemands, la population atteignait 60 000 habitants. Suivit une période d'expansion industrielle et démographique (137 000 habitants en 1960). À la fin des années 1990, le mouvement s'accentua avec l'arrivée massive d'Albanais du nord du pays.

### L’après communisme
La chute du régime communiste a été suivie d'une période de développement anomique de la ville, sur fond d’affairisme et de corruption. « Après la chute du communisme, les gens qui avaient de l’argent ont cru que tout était permis : on a construit des immeubles de vingt étages, sans permis, sur du sable ou des marécages », explique la professeure de génie civil Luljeta Bozo.
Au XXIe siècle, la capitale souffre de surpopulation, les infrastructures urbaines n'ayant pas été suffisamment adaptées. Il existe des problèmes dans le traitement des déchets, dans l'approvisionnement en électricité, en eau courante.
De nouveaux bâtiments sont construits régulièrement (on soupçonne certains promoteurs immobiliers de blanchir de l'argent sale). Les chantiers se multiplient dans la ville, avec une augmentation de 183 % du nombre de permis de construire délivrés en 2017.
Un autre problème majeur est l'apparition d'une pollution atmosphérique importante, liée essentiellement à l'accroissement anomique du trafic automobile. La plupart des voitures circulant en Albanie ne sont pas aux normes environnementales européennes. On y trouve de vieilles Mercedes-Benz diesel d'origine allemande, et le carburant utilisé en Albanie contient plus de soufre et de plomb que dans le reste du continent.

## Géographie

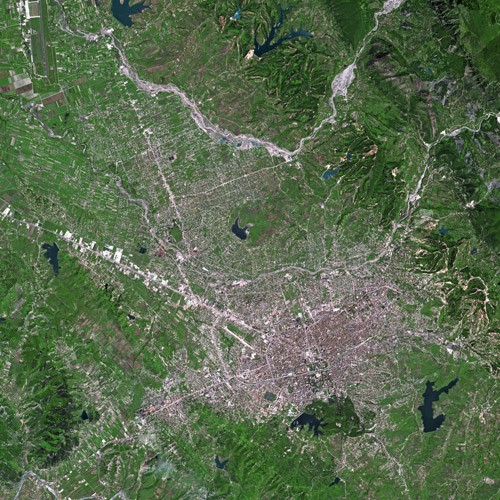
Tirana vu par le satellite SPOT

### Site
La ville se situe au centre de l'Albanie au pied du mont Dajti, à 35 km de la mer Adriatique. Elle est arrosée par les rivières Lana et Tirana.

### Climat
Tirana possède un climat méditerranéen (été chaud et sec, hiver humide), mais avec des influences continentales (les hivers sont parfois rigoureux).
| Mois                                | jan. | fév. | mars | avril | mai  | juin | jui. | août | sep. | oct. | nov. | déc. | année |
| ----------------------------------- | ---- | ---- | ---- | ----- | ---- | ---- | ---- | ---- | ---- | ---- | ---- | ---- | ----- |
| Température minimale moyenne (°C)   | −1,8 | 2,6  | 4,5  | 7,9   | 12,1 | 15,6 | 17,2 | 16,9 | 14,1 | 10,1 | 6,3  | 3,2  | 9,4   |
| Température maximale moyenne (°C)   | 11,6 | 12,9 | 15,6 | 19    | 23,8 | 27,7 | 30,7 | 30,7 | 27,3 | 21,8 | 17,1 | 13   | 20,9  |
| Précipitations (mm)                 | 132  | 120  | 100  | 87    | 99   | 60   | 28   | 39   | 73   | 157  | 152  | 142  | 1 189 |
| Nombre de jours avec précipitations | 12   | 10   | 11   | 10    | 10   | 6    | 4    | 4    | 6    | 11   | 13   | 12   |       |

### Transports

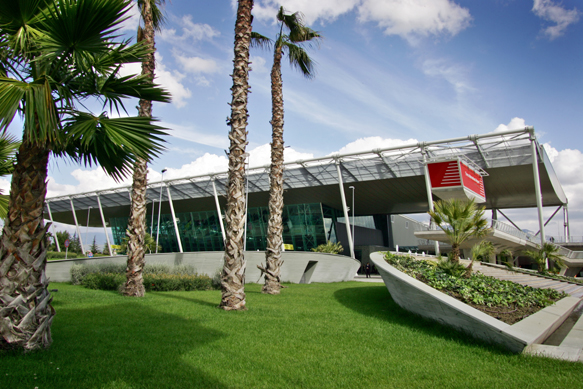
Aéroport de Tirana

Tirana possède un aéroport international (Nënë Tereza, code AITA : TIA, code OACI : LATI).

#### Chemin de fer
Tirana est une des rares capitales d'Europe à ne pas être desservie par le train (elle l’était jusqu’en 2003 mais le service fut stoppé faute d’entretien et le bâtiment de la gare démoli). La gare ferroviaire la plus proche est située à l'extérieur de la ville.
Un nouveau projet ferroviaire a toutefois vu le jour. La nouvelle gare de Tirana sera construite à Laprakë et sera un terminal multifonctionnel pour le transport ferroviaire, tram et bus,. Les responsables de la ville ont également parlé d'une extension du train léger jusqu'à l'emplacement de l'ancienne gare. La construction de la nouvelle ligne ferroviaire reliant Tirana à l'aéroport international Nënë Tereza à Durrës a commencé.

## Démographie
Depuis 1703, l'évolution démographique de Tirana a été :
| 1703  | 1820   | 1923   | 1937   | 1955    | 1989    |
| ----- | ------ | ------ | ------ | ------- | ------- |
| 4 000 | 12 000 | 10 845 | 35 000 | 108 200 | 255 723 |

| 2001    | 2011    | 2023    | - | - | - |
| ------- | ------- | ------- | - | - | - |
| 430 407 | 418 495 | 389 323 | - | - | - |

| Histogramme de l'évolution démographique de Tirana |
|                                                    |

## Éducation
La ville abrite l'université de Tirana et l'Université européenne de Tirana. L'école privée française d'informatique Epitech y est également implantée.

## Économie
Tirana est le centre administratif et tertiaire de l'Albanie. Au cours du XXe siècle, l'économie s'est développée autour des produits agricoles, des textiles, de la construction mécanique et des produits pharmaceutiques. Au XXIe siècle le tourisme connait un développement important, tout comme le secteur de la construction.

## Architecture et lieux remarquables

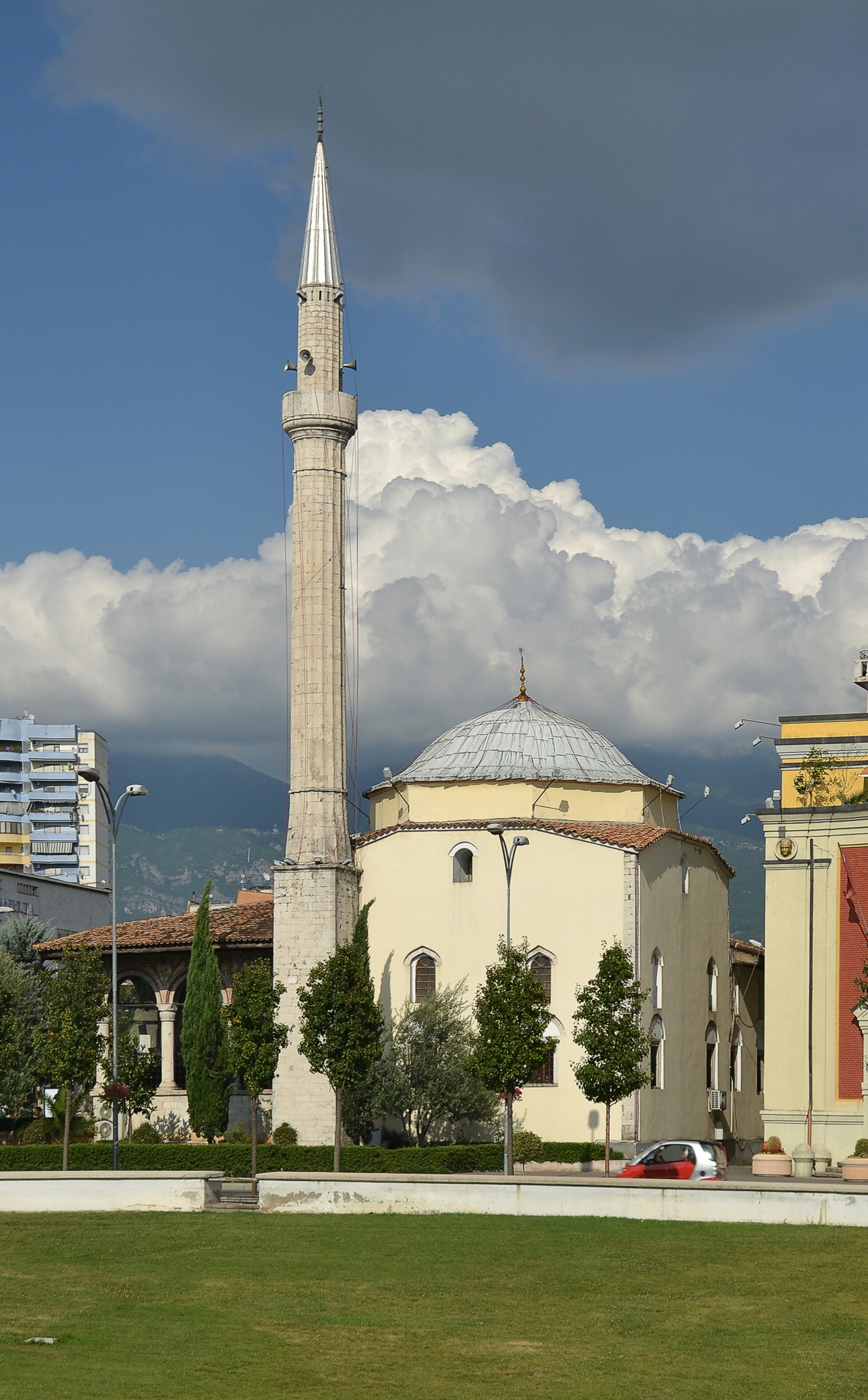
La mosquée Et'hem Bey

La plupart des endroits intéressants sont situés à proximité de la place Skanderbeg (Sheshi Skënderbej), vaste esplanade au cœur de la ville bordée de bâtiments hétéroclites, mêlant immeubles de style fasciste (héritage de l'occupation italienne), bâtiments modernes relevant de l'esthétique soviétique (témoignages de la période communiste) et constructions plus anciennes, d'origine ottomane.
- La Tour de l'Horloge (Kulla e Sahatit), construite en 1821-1822.
- La coupole et le minaret de la mosquée Et'hem Bey (Xhamia e Et'hem Beut), construite de 1794 à 1821.
- Le Palais de la Culture, bâti dans le style soviétique dans les années 60, regroupe l'opéra, la bibliothèque nationale d'Albanie, des salles d'expositions et de conférences et un café-restaurant.
- Le Musée national historique, inauguré en 1981.
- L'ancien ministère de la Guerre (fresques sculptées - réalisme socialiste).
- La Pyramide de Tirana (actuellement salle d'exposition, anciennement musée Enver Hoxha).
- Le Musée d'histoire naturelle.
- Le Musée de la Surveillance secrète (également connu sous le nom de Maison des Feuilles).
- Bunk'Art 1 et Bunk'Art 2
- La cathédrale orthodoxe de la Résurrection-du-Christ
- La cathédrale Saint-Paul, église catholique de conception moderne (ouvert en 2002).
- La Grande Mosquée de Tirana, inaugurée en 2022.
- Le restaurant Taivani (Taiwan Center).
- Le pont de Tabakkane datant de l'époque ottomane et se trouvant sur la rive droite de la Lana (XVIIe – XVIIIe siècles).
- Le stade national Arena Kombëtare - Air Albania Stadium inauguré en 2019.
- Le parc national du Lac (Parku i liqenit).
- La montagne de Dajti avec ses restaurants de cuisine traditionnelle albanaise (Mali Dajti) et son long parcours en téléphérique, le Dajti Ekspres.
- Le grand boulevard Deshmoret e Kombit (6 km environ).
- L'ancien quartier résidentiel du gouvernement communiste (Blloku) avec ses restaurants, ses pubs et bars. Lieu très fréquenté par la jeunesse huppée albanaise.

Les quelques autres bâtiments dignes d'intérêt sont les administrations, les académies et universités de Tirana.

## Jumelages
| Ville | Ville                        | Pays | Pays               | Période                    |
| ----- | ---------------------------- | ---- | ------------------ | -------------------------- |
|       | Ankara,                      |      | Turquie            | depuis 1995                |
|       | Athènes                      |      | Grèce              |                            |
|       | Barcelone,                   |      | Espagne            | depuis 1999                |
|       | Bruxelles,                   |      | Belgique           |                            |
|       | Bruxelles                    |      | Belgique           |                            |
|       | Bucarest                     |      | Roumanie           |                            |
|       | Bursa,                       |      | Turquie            | depuis le 15 décembre 1998 |
|       | Cobourg                      |      | Canada             |                            |
|       | Doha,                        |      | Qatar              | depuis 2012                |
|       | Florence,                    |      | Italie             | depuis 2001                |
|       | Grand Rapids,                |      | États-Unis         | depuis 2009                |
|       | Gênes                        |      | Italie             |                            |
|       | Istanbul                     |      | Turquie            |                            |
|       | Kharkiv,                     |      | Ukraine            | depuis le 23 août 2017     |
|       | Kiev,                        |      | Ukraine            | depuis le 26 octobre 2021  |
|       | Lublin,                      |      | Pologne            | depuis le 4 novembre 2019  |
|       | Madrid                       |      | Espagne            |                            |
|       | Marseille                    |      | France             |                            |
|       | Mitrovica                    |      | Serbie             |                            |
|       | Moscou                       |      | Russie             |                            |
|       | Ohrid                        |      | Macédoine du Nord  |                            |
|       | Paris                        |      | France             |                            |
|       | Piana degli Albanesi         |      | Italie             |                            |
|       | Podgorica                    |      | Monténégro         |                            |
|       | Prague                       |      | Tchéquie           |                            |
|       | Pristina                     |      | Kosovo             |                            |
|       | Prizren                      |      | Kosovo             |                            |
|       | Pékin,                       |      | Chine              | depuis le 21 mars 2008     |
|       | Rome,                        |      | Italie             |                            |
|       | Région de Bruxelles-Capitale |      | Belgique           |                            |
|       | Saragosse                    |      | Espagne            |                            |
|       | Sarajevo,                    |      | Bosnie-Herzégovine | depuis 1995                |
|       | Skopje,                      |      | Macédoine du Nord  | depuis 2016                |
|       | Sofia                        |      | Bulgarie           |                            |
|       | Stockholm,                   |      | Suède              | depuis 2008                |
|       | Séoul                        |      | Corée du Sud       | depuis le 24 mars 1999     |
|       | Tarente                      |      | Italie             | depuis 2022                |
|       | Tarragone                    |      | Espagne            | depuis 1999                |
|       | Thessalonique                |      | Grèce              | depuis 2014                |
|       | Turin                        |      | Italie             | depuis 2009                |
|       | Udine                        |      | Italie             |                            |
|       | Ulcinj                       |      | Monténégro         |                            |
|       | Venise                       |      | Italie             |                            |
|       | Vilnius                      |      | Lituanie           |                            |
|       | Vérone,                      |      | Italie             | depuis 2015                |
|       | Zagreb                       |      | Croatie            | depuis septembre 2004      |

### Francophonie
La ville est membre de l'association internationale des maires francophones.

## Archevêché
- L'archevêché de Tirana, Durrës et Elbasan, dont l'archevêque est primat de l'Église orthodoxe d'Albanie. C'est, depuis 1992, Anastase de Tirana.
- L'archidiocèse catholique de Tirana-Durrës, dont la nouvelle cathédrale fut ouverte au culte en 2002 (cathédrale Saint-Paul de Tirana).

## Sports
La ville compte trois clubs de football qui ont glané la majorité des titres nationaux : le KF Tirana, le FK Partizani Tirana et le FK Dinamo Tirana. On y trouve aussi le club de football Shkëndija Tirana.

## Personnes célèbres nées à Tirana

### Arts et sciences
- Andromaqi Gjergji, ethnologue (1928 - 2015)
- Vladimir Prifti, réalisateur (né en 1942)
- Kujtim Çashku, réalisateur (né en 1950)
- Bashkim Shehu, écrivain (né en 1955)
- Ornela Vorpsi, romancière et artiste (né en 1968)
- Gjergj Xhuvani, réalisateur (né en 1963)
- Inva Mula, soprano (née en 1963)
- Tedi Papavrami, violoniste (né en 1971)
- Enca Haxhia, chanteuse (née en 1995)

### Politique
- Diana Çuli, romancière et femme politique (née en 1951)
- Fatos Nano, homme politique (né en 1952)
- Essad Pacha, homme politique et dictateur (1863-1920)
- Themie Thomai (1945 -2020), femme politique albanaise, y est morte.
- Edi Rama (1964 -), ancien Maire de Tirana (2000 - 2011) et Premier ministre d'Albanie depuis 2013.

### Sport
- Abdel Frasheri, skieur alpin (né en 1937)
- Marsel Ismailgeci, footballeur albanais (né en 2000)
- Altin Lala, footballeur (né en 1975)
- Ernest Muçi, footballeur albanais (né en 2001)
- Edvin Murati, footballeur (né en 1975)
- Igli Tare, footballeur (né en 1973)